# 瑞利距离

高斯光束的寬度是軸向距離、射束腰部 、共焦參數、瑞利距离及總角度分佈的函數

在光學及雷射科學中，瑞利距离或瑞利长度（Rayleigh length）或瑞利範圍（Rayleigh range）是指光束沿著其行進方向，從其腰部到其面积為腰部面积兩倍的截面的距離，此时截面半径约为{\displaystyle {\sqrt {2}}} 倍的腰部半径。另一個相關的參數為共焦參數（confocal parameter）b，恰為瑞利距离的兩倍。當用高斯光束來做為光束模型時，瑞利距离是相當重要的參數。

## 說明
對於在自由空间下，沿著{\displaystyle {\hat {z}}}軸前進的高斯光束，其瑞利距离為
{\displaystyle z_{\mathrm {R} }={\frac {\pi w_{0}^{2}}{\lambda }},}
其中
{\displaystyle \lambda }為波長
{\displaystyle w_{0}}為腰部，也就是光束最窄處的軸向大小，上式和以下的公式都假設光束的腰部不是特別的小，滿足{\displaystyle w_{0}\geq 2\lambda /\pi }的關係。
光束在距腰部距離{\displaystyle z}位置的半徑為
{\displaystyle w(z)=w_{0}\,{\sqrt {1+{\left({\frac {z}{z_{\mathrm {R} }}}\right)}^{2}}}.}
依定義，{\displaystyle w(z)}的最小值出現在{\displaystyle w(0)=w_{0}}。在距腰部{\displaystyle z_{\mathrm {R} }}的位置，光束直徑變為腰部的{\displaystyle {\sqrt {2}}}倍，截面積則變為2倍。

## 相關物理量
高斯光束以弧度表示的總角度分佈，和瑞利距离有以下的關係
{\displaystyle \Theta _{\mathrm {div} }\simeq 2{\frac {w_{0}}{z_{R}}}.}
光束在腰部的直徑可以用下式表示
{\displaystyle D=2\,w_{0}\simeq {\frac {4\lambda }{\pi \,\Theta _{\mathrm {div} }}}}.
以上公式在近軸近似的條件下有限。若光束的發散程度過於嚴重，無法再適用高斯光束模型，需要用物理光學的分析方式求解。